# Santorini
Santorini (în trecut Thera) este o insulă din Marea Egee, aparținând de arhipelagul Insulele Ciclade, Grecia, cu o populație de 15.500 loc.(2011) și cu o suprafață de 79,19 km². Capitala insulei este Fira.

## Atracții turistice
Fira, cetățile grecești (Thira și Akrotiri), Oia (Mânăstirea Santorini), plajele.
Localitățile de pe insula Santorini sunt: Fira, Oia, Emporia, Kamari, Ierovigli, Pyrgos și Therasia.
Insula Santorini, aflată în sudul Marii Egee la 120 de mile marine de Creta, atrage turiștii mai ales datorită faimei potrivit căreia în această regiune s-a găsit legendara Atlantida. Aici se află un sat-castel, Pyrgos, celebru pentru că are mai multe biserici (75) decât case! De altfel, se spune că Santorini este locul în care "sunt mai multe biserici decât case, mai mult vin decât apă, mai mulți măgari decât bărbați".

## Erupții vulcanice
Santorini a erupt de mai multe ori cu variate cantități degajate. 
Cea mai mare erupție a avut loc în anul 1613 î.C. Datarea s-a făcut pe baza unui trunchi de copac găsit sub primul strat de cenușă vulcanică. Erupția a avut efecte catastrofale la scară planetară.
Scriitorul antic Strabo este primul care a menționat erupțiile vulcanice și a descris apariția unei noi insule în jurul anului 197 î.Hr.. În continuare, au avut loc opt erupții vulcanice în anii 46/47, 726, 1570-1573, 1707-1711, 1866-1870, 1925-1928, 1938-1941, 1950 fiind cea mai recentă erupție.

## Galerie de imagini

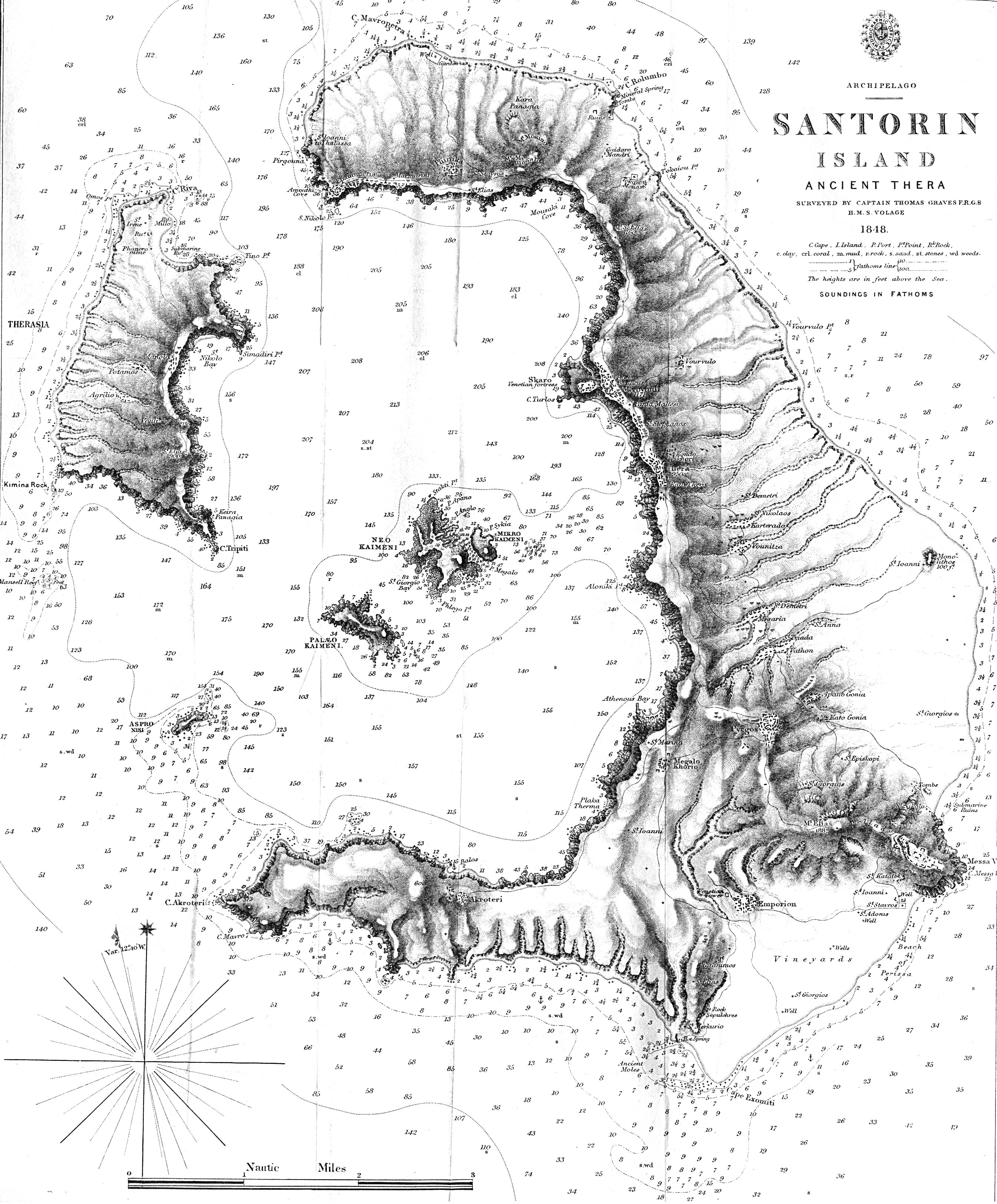
Harta insulei Santorini
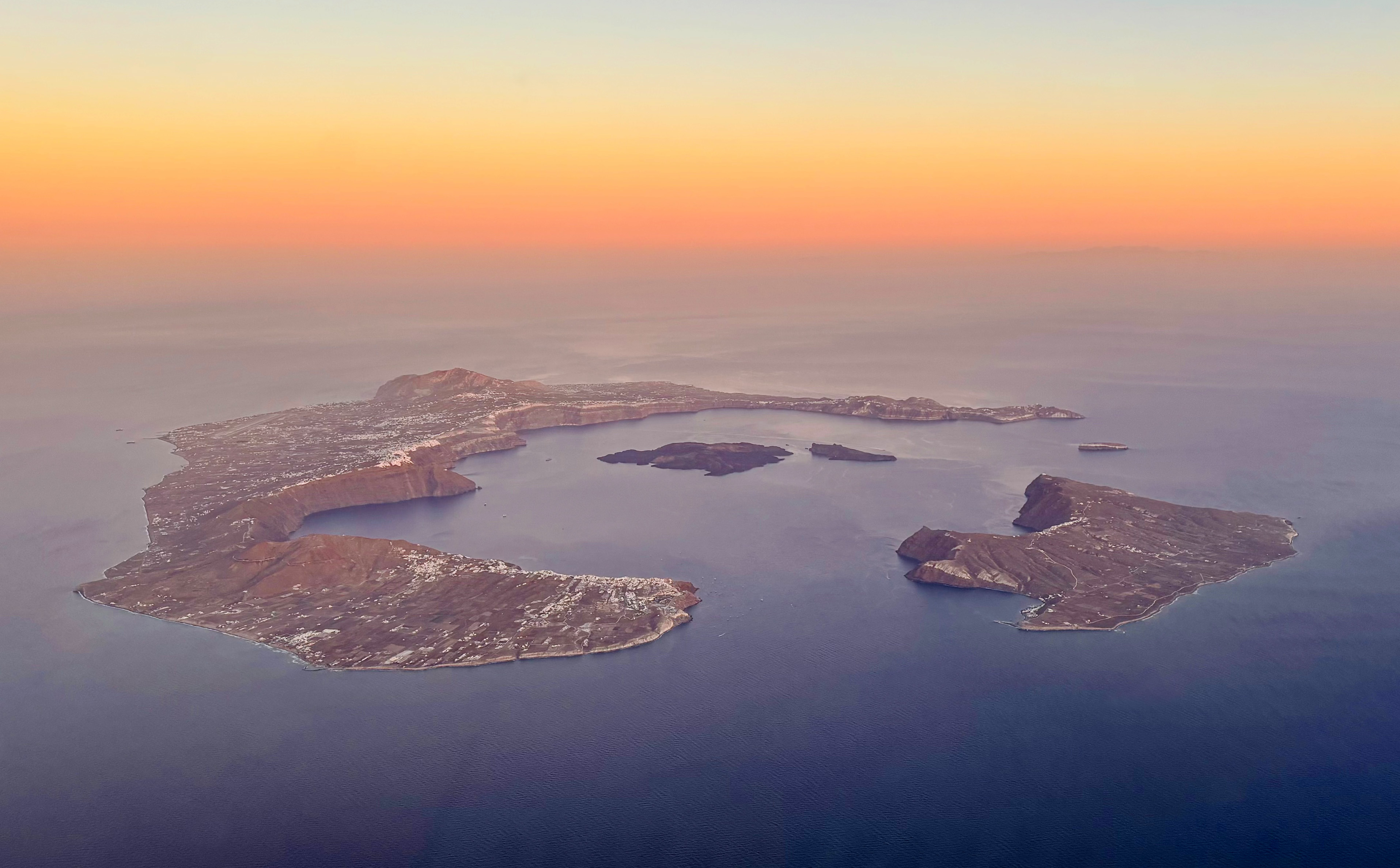
Insula Santorini - vedere aeriană
Prelucrare 3D pentru insula Santorini
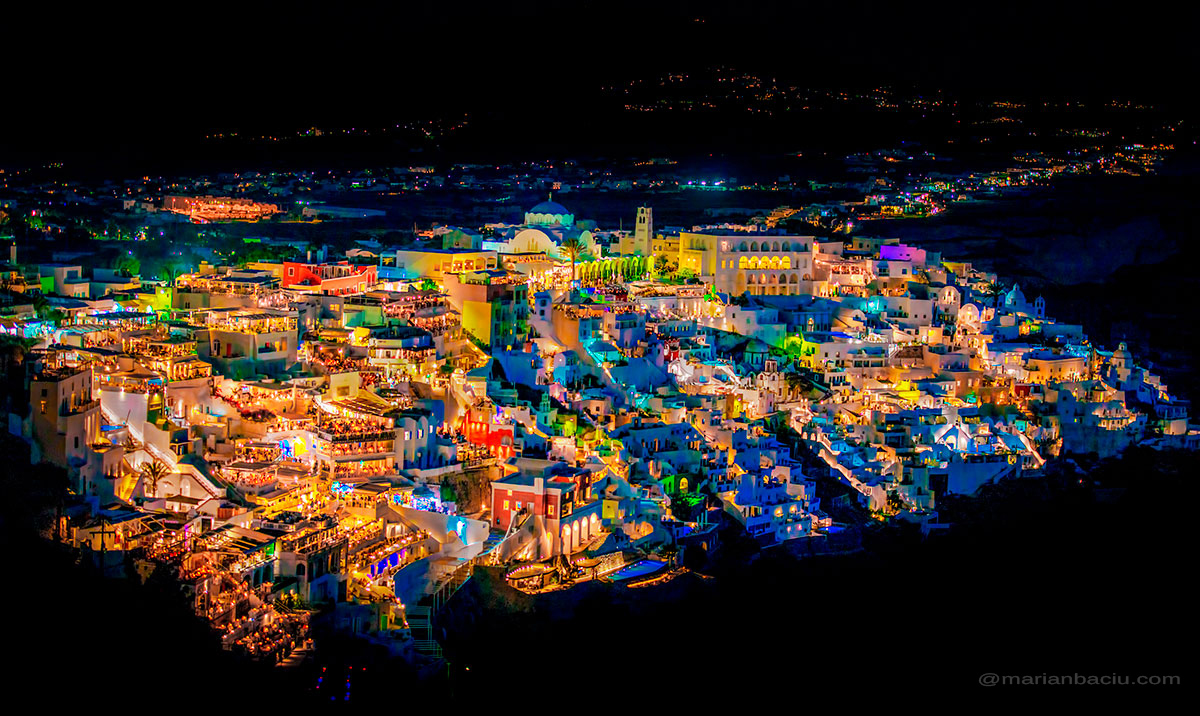
Fira vazuta noaptea
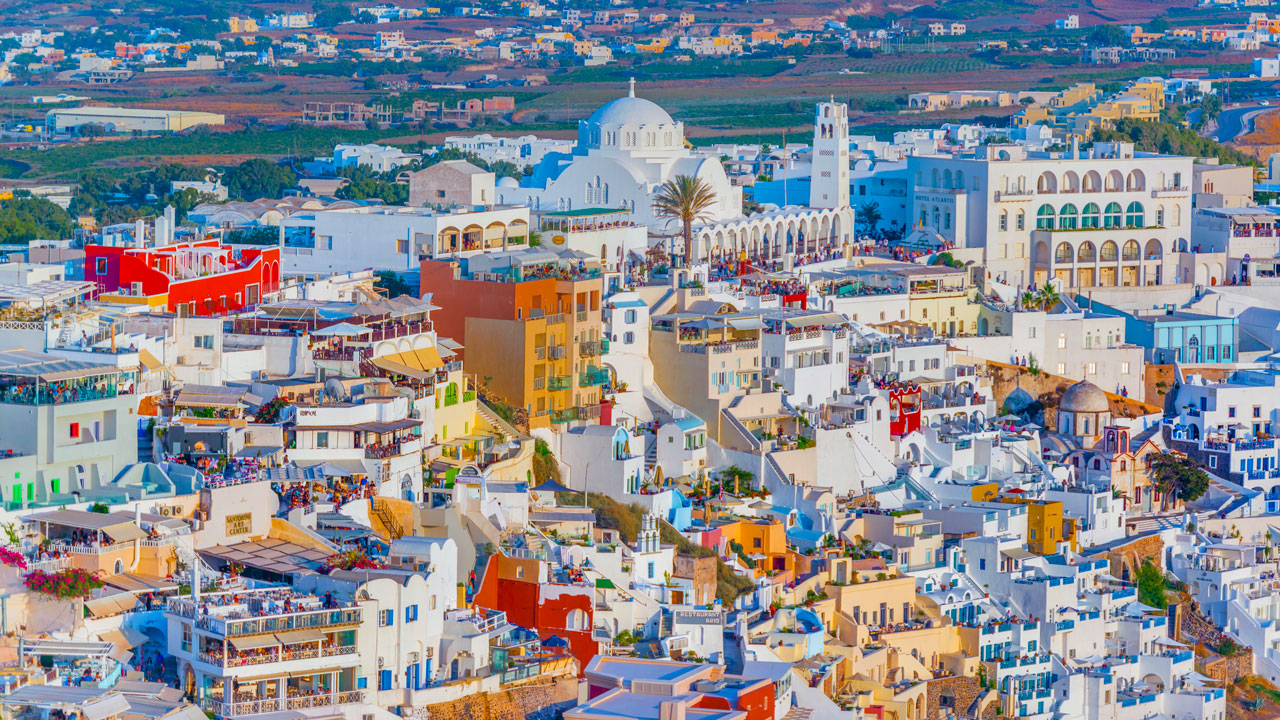
Fira vazuta ziua
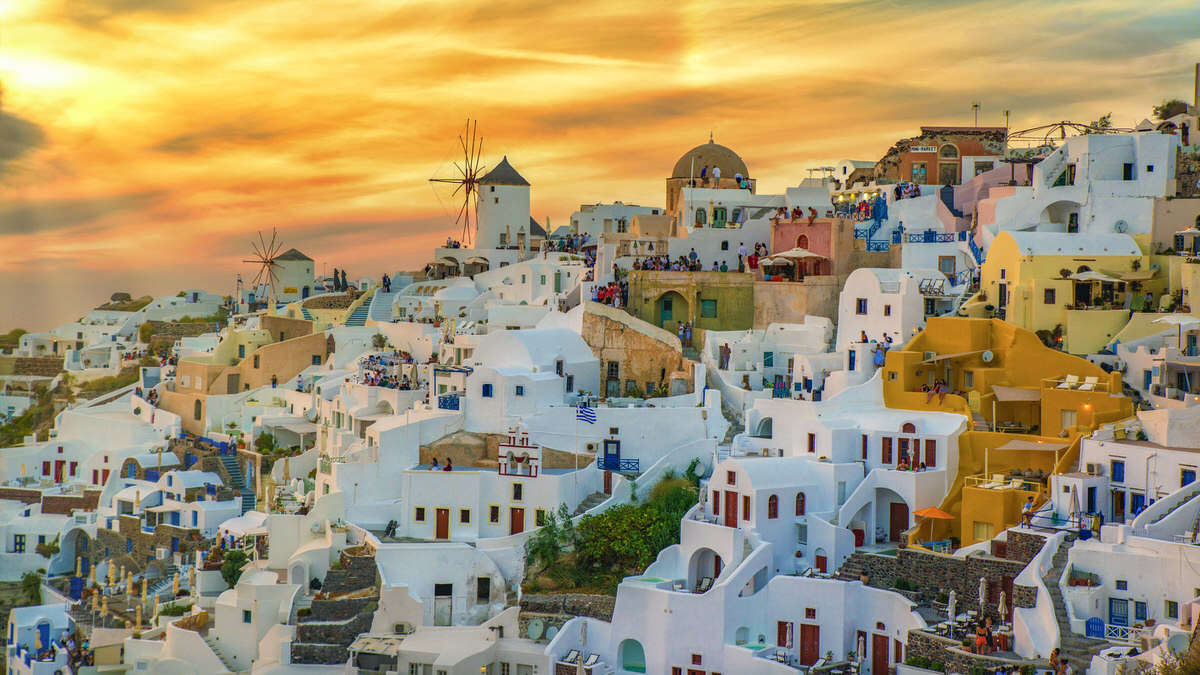
apus de soare in Oia